# フック (プロレスラー)
タイラー・コール・セネルシア（Tyler Cole Senerchia, 1999年5月4日 - ）は、アメリカ合衆国ニューヨーク州マサペクア出身のプロレスラー。AEWにてフック（Hook）のリングネームで所属。父は元プロレスラーのタズ。

## 経歴

### AEW
2020年11月25日のAEWダイナマイトで、実父のタズがリーダーを務めるヒールユニット「チーム・タズ」のメンバーとしてフックのリングネームで初登場。
2021年12月8日に初めて試合を行い、プロレスラーとしてデビュー。フエゴ・デル・ソルと対戦し、ハーフネルソン・チョークで勝利した。
その後はQTマーシャルとの抗争などを経て、2022年6月27日にリッキー・スタークスを破り、父のタズが確立したFTW王座を初戴冠した。か。その後はジャングルボーイとタッグを組み、ヒールユニット「ザ・ファーム」と抗争を開始。タッグマッチでイーサン・ペイジやビッグ・ビルらを相手に連勝を重ね、ジャングルボーイの欠場中もハーディー・ボーイズと組んで抗争を続けた。
2023年6月25日に行われたPPV『フォービィドゥン・ドア』にて、ジャングルボーイがSANADAの持つIWGP世界ヘビー級王座に挑戦するも敗北。この試合後にヒールターンしたジャングルボーイから裏切られ、襲撃された。7月19日にはFTW王座戦でジャングルボーイに敗れて王座陥落。シングルマッチで敗北したのは初めてであった。8月27日に行われたPPV『オール・イン』にてFTW王座戦でジャングルボーイに勝利し、父タズに並ぶ二度目の戴冠を果たした。
2024年1月17日にサモア・ジョーの持つAEW世界王座に挑戦したが、敗れた。

## 人物
父は元プロレスラーのタズ。イタリア系アメリカ人である。
高校、大学時代はラクロスに打ち込んでおり、バックネル大学、サクレッド・ハート大学のラクロスチームに所属していた。

## 得意技
レッドラム
父のタズがフィニッシュ・ホールドとして多用したタズミッションと同じ型のハーフネルソン・チョーク。

## 獲得タイトル

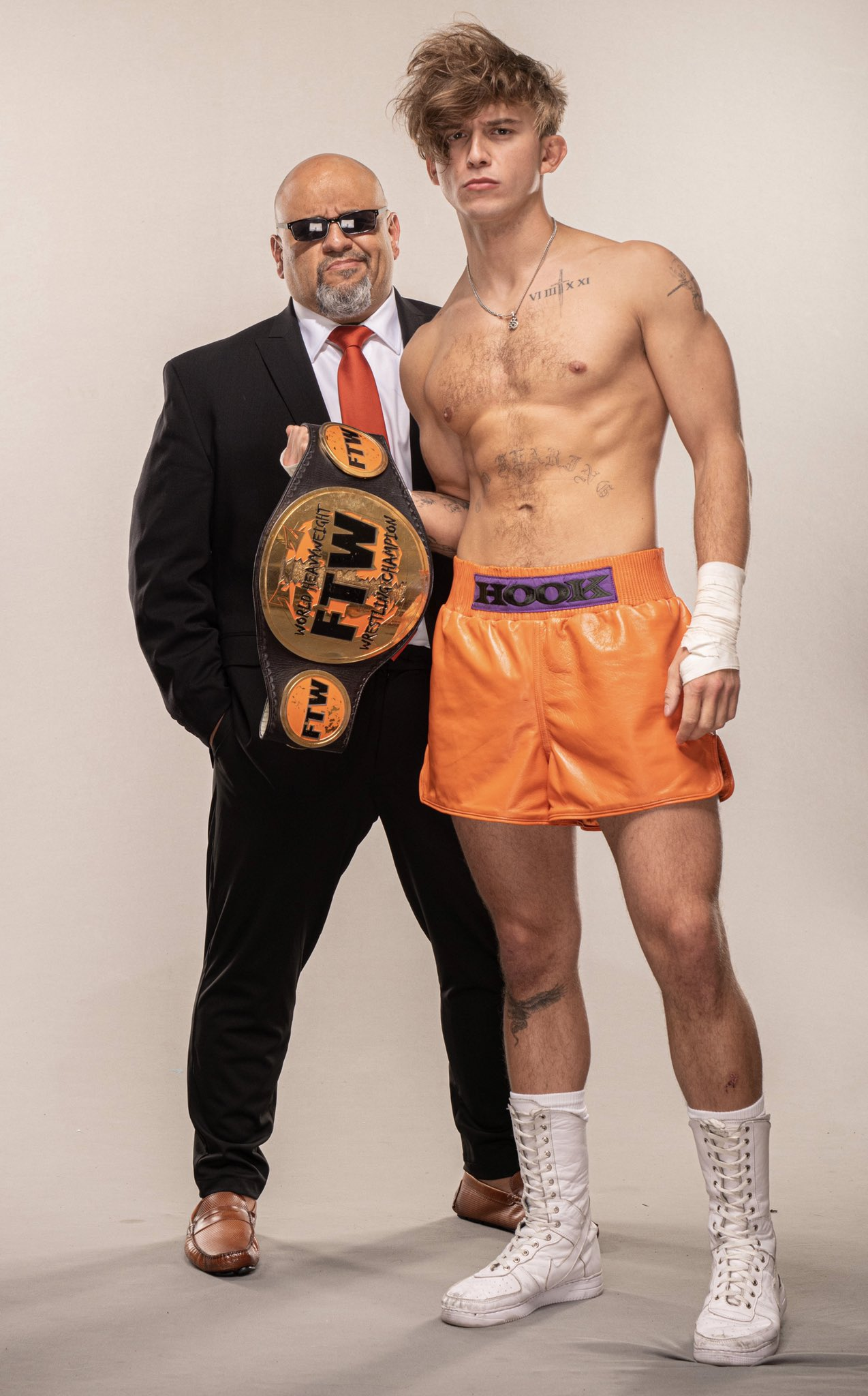
父のタズ(左)が創設したFTW王座を三度戴冠している

AEW
- FTW王座：3回